# Conselho Estoniano de Igrejas

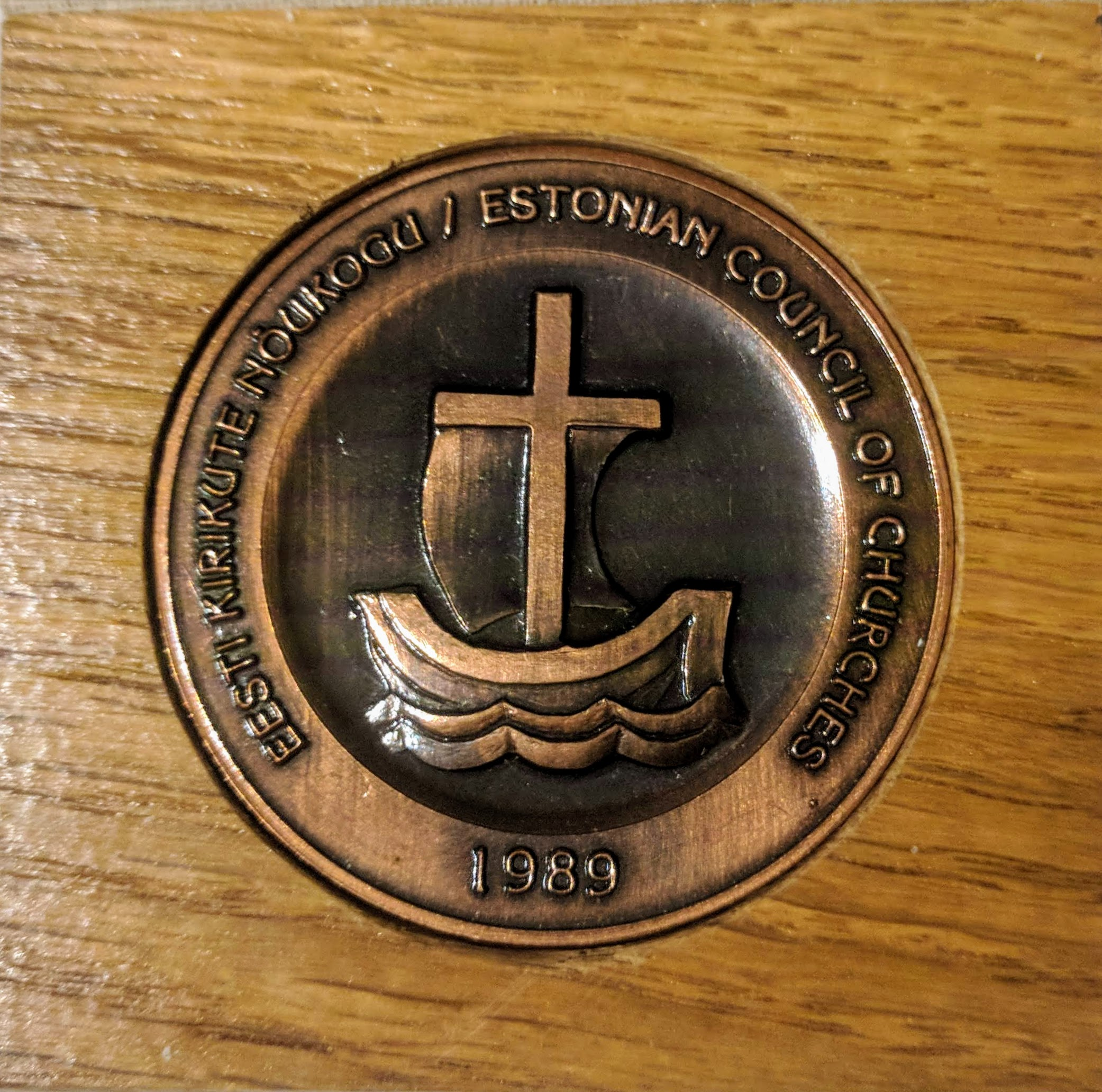
Conselho estoniano de igrejas

O Conselho Estoniano de Igrejas (ECC; em estoniano:  Eesti Kirikute Nõukogu) é uma organização estoniana que une e promove a cooperação entre igrejas e congregações cristãs na Estónia.
O presidente do ECC é Andres Põder.
O ECC é membro associado da Conferência das Igrejas Europeias.

## Membros do ECC
ECC tem 10 membros:
- Igreja Evangélica Luterana da Estónia[3]
- União das Igrejas Evangélicas Cristãs e Baptistas da Estónia[3]
- Igreja Metodista da Estónia[3]
- Igreja católica romana[3]
- Igreja Cristã Pentecostal Estoniana[3]
- Conferência Estoniana da Igreja Adventista do Sétimo Dia[3]
- Congregação da Estónia São Gregório da Igreja Apostólica Arménia[3]
- Igreja Ortodoxa da Estónia[3]
- Igreja Ortodoxa da Estónia do Patriarcado de Moscovo[3]
- Igreja Episcopal Carismática da Estónia[3]